# VfB 90 Dresden
VfB 90 Dresden was een Duitse voetbalclub uit de stad Dresden, Saksen.

## Geschiedenis
In 1888 werd turnclub TV Jahn Cotta opgericht, Cotta was toen nog een zelfstandige gemeente, die pas in 1903 een deel werd van Dresden. TV Jahn begon pas later met voetbal. In 1903 werd ook de club VTB Dresden (Verein für Turnen und Ballsportarten) opgericht. Na de Eerste Wereldoorlog richtten spelers van beide clubs SG Dresden op. De drie clubs fuseerde in 1921 tot VTB Jahn Dresden. De club speelde in de Oost-Saksische competitie. VTB Jahn vocht meestal tegen degradatie en nadat de club in 1924 de naam VfB 1903 Dresden aangenomen had degradeerde de club in 1924/25. Na één seizoen promoveerde de club opnieuw en ontliep een nieuwe degradatie door een beter doelsaldo dan Radebeuler BC 08, echter werd de club het volgende seizoen afgetekend laatste. Ook nu keerde de club na één seizoen terug maar werd nu al na één seizoen naar de tweede klasse verwezen. In 1933 werd VfB opnieuw kampioen, echter werd de Gauliga Sachsen nu ingevoerd als hoogste klasse en daar plaatste de club zich dus niet voor. VfB slaagde er niet in te promoveren, enkel in het laatste seizoen 1944/45, toen de competitie opgesplitst werd vanwege de perikelen in de Tweede Wereldoorlog, speelde de club in de Gauliga, die echter voortijdig afgebroken werd.
Na de oorlog werden alle Duitse clubs ontbonden, in Cotta werd SG Cotta opgericht. Op 1 oktober 1949 werd dan op de oude terreinen van VfB de BSG Mechanik Dresden opgericht die in 1951 de naam BSG Motor Dresden-Nord aannam. In 1961 volgde een nieuwe naamswijziging en nu werd het BSG Schreibmaschinenwerk Dresden.
Na de Duitse hereniging werd in 1990 terug naar de historisch naam verwezen, al werd wel het jaar 1990 in de naam opgenomen en niet langer 1903. In de zomer van 2019 werd de club opgeheven. De leden die er nog waren sloten zich aan bij FV Hafen Dresden.